# فیلیپ کی. چاپمن
فیلیپ کنیون چاپمن (به انگلیسی: Philip Kenyon Chapman) (زادهٔ ۵ مارس ۱۹۳۵ – درگذشتهٔ ۵ آوریل ۲۰۲۱) فضانورد اهل کشور استرالیا بود که در ۵ مارس ۱۹۳۵ میلادی در ملبورن زاده شد.